# Svetlana Aleksijevitsj
Svetlana Aleksandrovna Aleksijevitsj (Wit-Russisch: Святлана Аляксандраўна Алексіевіч; Russisch: Светлана Александровна Алексиевич) (Stanyslaviv, 31 mei 1948) is een Wit-Russische onderzoeksjournalist en schrijfster aan wie in 2015 de Nobelprijs voor Literatuur werd toegekend.
Aleksijevitsj is bekend vanwege vijf romans, drie toneelstukken en 20 scenario’s voor documentaires. Haar boeken zijn te lezen als meerstemmige geschriften en verwoorden het relaas van uiteenlopende mensen, waaruit vooral het lijden van het Russische volk spreekt. Ook al gelden ze als 'moeilijke boeken', van haar boek De oorlog heeft geen vrouwengezicht zijn alleen al in Rusland meer dan 2 miljoen exemplaren verkocht,

## Leven en werk
Aleksijevitsj is geboren in de Oekraïense stad Stanyslaviv, die sinds 1962 Ivano-Frankivsk heet. Haar vader, een leraar Duits en geschiedenis, was Wit-Rus. Haar moeder, ook lerares, was Oekraïense. Ze studeerde van 1967 tot 1972 aan de Lenin-universiteit (nu de Wit-Russische Staatsuniversiteit) in Minsk, begon haar journalistieke carrière bij enkele lokale kranten en was vanaf 1976 redacteur van het literair tijdschrift Neman.

### Werkwijze
Aleksijevitsj publiceert in de Russische taal interviews in boekvorm met ooggetuigen van de Tweede Wereldoorlog, de Sovjet-Afghaanse oorlog, het uiteenvallen van de Sovjet-Unie en de kernramp van Tsjernobyl. Naar eigen zeggen is haar werk vooral beïnvloed door dat van de Wit-Russische schrijver Ales Adamovitsj (1927-1994), die ze als haar leermeester beschouwt. Hij bedacht het concept van de 'collectieve roman', waarin mensen hun eigen verhaal vertellen zonder tussenkomst van een 'verteller'. Het werk van Aleksijevitsj bestaat grotendeels uit zorgvuldig vormgegeven vraaggesprekken met een collage-achtige structuur, zonder commentaar.
Ze schrijft de gesprekken in hun geheel uit en herschikt de citaten net zolang totdat er een lopend verhaal ontstaat. Ze vraagt de geïnterviewden altijd toestemming voor de tekst, waarmee ze beoogt een relaas op te tekenen dat zoveel mogelijk aan de waarheid beantwoordt. Doordat ze de traditionele, gefictionaliseerde vertelwijze heeft losgelaten, lijken de stemmen van de slachtoffers, daders en toeschouwers rechtstreeks tot de lezer te spreken. Daarmee doorbrak ze de officiële geschiedschrijving, die vaak door ideologie wordt gekleurd.
Ze is wel beschreven als de literaire kroniekschrijver van de emoties van de individuele mens die probeert zich staande te houden in en na de Sovjettijd. Zelf beschreef ze de geschiedenis van haar land en andere voormalige Sovjetstaten als volgt:

Als je terugblikt op onze geschiedenis in zijn geheel, zowel tijdens als na de Sovjetperiode, zie je een enorm massagraf en een bloedbad. Een eeuwige dialoog van beulen en slachtoffers. De eeuwige Russische vragen: wat moet er gebeuren en wie heeft de schuld (...) Dit is een uitdaging voor al wat leeft op aarde. Zo is onze geschiedenis. En dit is het thema van mijn boeken, dit is mijn weg, de kringen van mijn hel, van mens tot mens.

### Politiek en censuur
Naar aanleiding van haar eerste boek De oorlog heeft geen vrouwengezicht (1983), waarin vrouwelijke Sovjetveteranen uit de Tweede Wereldoorlog hun verhaal deden, kreeg ze problemen met de censuur op beschuldiging van anticommunistische activiteiten. Ze verloor haar baan. De communistische partij KPB beheerste toen het gehele politieke, maatschappelijke en culturele leven van Wit-Rusland. Nadat het land in 1991 onafhankelijk was geworden kreeg haar werk langzaamaan meer erkenning, maar ze kwam al spoedig tot het inzicht dat de politieke situatie er na de Sovjetperiode niet op vooruit was gegaan. Ze werd een van de felste critici van het regime van president Loekasjenko en kreeg daardoor te maken met repressieve maatregelen. Haar telefoon werd afgeluisterd en ze kon niet vrijuit in het openbaar spreken. Daarom besloot ze in 2000 Wit-Rusland te verlaten. Het International Cities of Refuge Network bood haar hulp en ze woonde achtereenvolgens in Parijs, Göteborg en Berlijn.
In 2011 keerde ze terug naar Minsk, hoewel het politieke klimaat er nauwelijks is veranderd. Van haar boeken, die in tientallen talen zijn vertaald, waren tot in 2015 slechts twee in de taal van haar eigen land verschenen. De door de Wit-Russische staat gecontroleerde uitgeverijen publiceren haar werk niet. Niettemin blijft ze felle kritiek uitoefenen op Loekasjenko en diens Russische collega Poetin. Door de beperkingen die ze in eigen land ondervindt, wordt ze internationaal ondersteund door de PEN-club en de Open Society Foundations.

### Nobelprijs 2015
Op 8 oktober 2015 werd in Stockholm bekendgemaakt dat aan Aleksijevitsj de Nobelprijs voor Literatuur 2015 was toegekend, volgens het comité "voor haar meerstemmige werk, een monument voor lijden en moed in onze tijd". Dat was de bekroning van een lange reeks van internationale prijzen en onderscheidingen die zij in de loop der jaren heeft ontvangen. Zij was de veertiende vrouw en de eerste Wit-Russische auteur die de prijs ontving en tevens de eerste journalist. President Loekasjenko was "blij" voor haar en gaf te kennen dat de prijs liet zien "dat je je mening kunt uiten, kunt werken en schrijven in dit land".
Het was de zesde keer in de geschiedenis dat een auteur die in het Russisch schrijft de belangrijkste literaire prijs ter wereld kreeg. De laatste was Joseph Brodsky in 1987. Daarvoor, in 1970, kreeg Aleksandr Solzjenitsyn de prijs, "wiens overwinning de communistische leiding in Moskou vertelde dat de wereld recht heeft op de waarheid. Aleksijevitsj uitverkiezing zendt dezelfde boodschap uit aan het Kremlin van Poetin".

### Protest in 2020
In augustus 2020 mengde Svetlana Aleksijevitsj zich in de verkiezingsstrijd rond president Loekasjenko, die als kandidaat voor een zesde termijn alle presidentskandidaten van de oppositie had uitgesloten van deelname, met uitzondering van de politiek onervaren Svetlana Tichanovskaja van wie hij de kandidatuur niet serieus nam. Op de verkiezingsdag 9 augustus behaalde Loekasjenko 80% van de stemmen, een resultaat dat volgens velen alleen door stembusfraude tot stand kon zijn gekomen. Hevige protesten volgden, die door de regering met repressief geweld en een golf van arrestaties werden beantwoord. Op 12 augustus sprak Aleksijevitsj de president op een vrije radiozender als volgt toe:
Vertrek voor het te laat is, voordat u mensen in een vreselijke afgrond stort, de afgrond van de burgeroorlog. Niemand wil bloed zien. U wilt alleen macht. En het is uw machtshonger die bloedvergieten vereist.
Even later werd bekend dat Svetlana Aleksijevitsj een politieke rol had aanvaard door (samen met onder anderen de mensenrechtenactivist Ales Bjaljazki) plaats te nemen in de 'coördinatieraad' die een vreedzame machtsoverdracht van president Loekasjenko aan de oppositie zou moeten faciliteren. De Wit-Russische justitie reageerde door een strafrechtelijk onderzoek naar de coördinatieraad aan te kondigen. Op 9 september 2020 bleken op een na alle leden van de coördinatieraad te zijn gearresteerd, het land uitgezet of na ontvoering spoorloos verdwenen. Alleen Aleksijevitsj was 'officieel' nog in functie. Zij verklaarde:
Eerst werd ons land gekidnapt, nu worden de besten van ons ontvoerd.
Hoewel verondersteld werd dat zij door haar internationale prestige niet opgepakt kon worden, probeerden onbekenden haar huis binnen te dringen. Daarom waakten westerse diplomaten bij haar om haar veiligheid te garanderen. Hoewel ze aanvankelijk van plan was tot elke prijs in Wit-Rusland te blijven, besloot ze toch uit te wijken naar Duitsland. Ze vertrok op 28 september 2020 naar Berlijn met de intentie zo snel mogelijk terug te keren.

## Prijzen en onderscheidingen

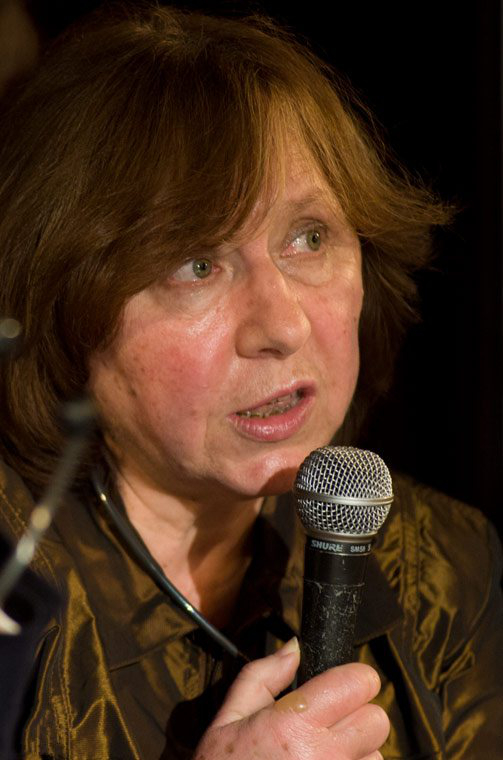
Svetlana Aleksijevitsj in 2011